# Card Lake Provincial Park
Card Lake Provincial Park är en park i Kanada.   Den ligger i provinsen Nova Scotia, i den sydöstra delen av landet, 900 km öster om huvudstaden Ottawa. Card Lake Provincial Park ligger 159 meter över havet. Den ligger vid sjön Card Lake.
Terrängen runt Card Lake Provincial Park är platt. Runt Card Lake Provincial Park är det glesbefolkat, med 9 invånare per kvadratkilometer.. Närmaste större samhälle är Chester, 19,6 km söder om Card Lake Provincial Park. 
I omgivningarna runt Card Lake Provincial Park växer i huvudsak blandskog.